# Interiör från Fürstenbergska galleriet
Interiör från Fürstenbergska galleriet är en akvarellmålning från 1885 av den svenske konstnären Carl Larsson. Målningen tillhör Göteborgs konstmuseum sedan 1902. 
Pontus och Göthilda Fürstenberg var andra hälften av 1800-talets största konstsamlare. Samlingen visades från 1885 i ett för allmänheten i princip öppet galleri, inrymt i den med frontespiser och takfönster av Adrian C. Peterson ombyggda vindsvåningen i Fürstenbergska palatset vid Brunnsparken i Göteborg. Deras konstsamling, som bestod av cirka 260 verk, testamenterades till Göteborgs stad och flyttades 1922 till Göteborgs konstmuseum. Där har parets hem återuppbyggts och utgör med den unika samlingen av konst det så kallade Fürstenbergska galleriet.
I Carl Larssons målning kan man se Ernst Josephson i färd med att avporträttera Göthilda Fürstenberg som sitter vid vänstra väggen iklädd svarta kläder (porträttet blev aldrig fullbordat). I förgrunden sitter Pontus Fürstenberg och studerar ett verk på papper. I fonden tronar Raphaël Collins monumentala målning Sommar (1884). Mitt i rummet står Per Hasselbergs marmorskulptur Snöklockan och i taket återfinns hans skulpturgrupper med allegorier över uppfinningar som magnetismen, ångan, dynamiten, elektriciteten, telefonen och fotografin. Tavlorna på den vänstra väggen är Auguste Pointelins Landskap, S:t Roche (1884), Hans Heyerdahls Neapolitansk fiskargosse och Alfred Wahlbergs Månsken, Fjällbacka (1881). Samtliga konstverk tillhör idag Göteborgs konstmuseum. 
Det Fürstenbergska hemmet var inte bara påkostat och fyllt av radikal konst utan också det första privata huset i Göteborg med elektrisk belysning. Detta föranledde Hugo Birger att samma år (1885) måla en annan interiörmålning från deras hem: Interiör från Fürstenbergska hemmet vid elektrisk belysning. 

## 1887 års version
Larsson återkom 1887 till samma motiv men med en helt ny bildkomposition. Från vänster i verket syns Pontus Fürstenberg, hans bröder Axel och Philip samt brorsonen Arthur med studentmössa i handen. De samtalar med Göthilda Fürstenberg som sitter längs till höger i målningen. Den unga och fashionabelt klädda kvinnan i förgrunden är Elise Meyer, född Fürstenberg, som är den enda som möter betraktarens blick. Bland konstverken i galleriet avbildas Per Hasselbergs skulptur Snöklockan, Albert Edelfelts På havet och Hugo Birgers De landsflyktiga. Målningen är utförd i akvarell och är i privat ägo.

## Bilder

Hugo Birger, Interiör från Fürstenbergska hemmet vid elektrisk belysning (1885), Göteborgs konstmuseum.
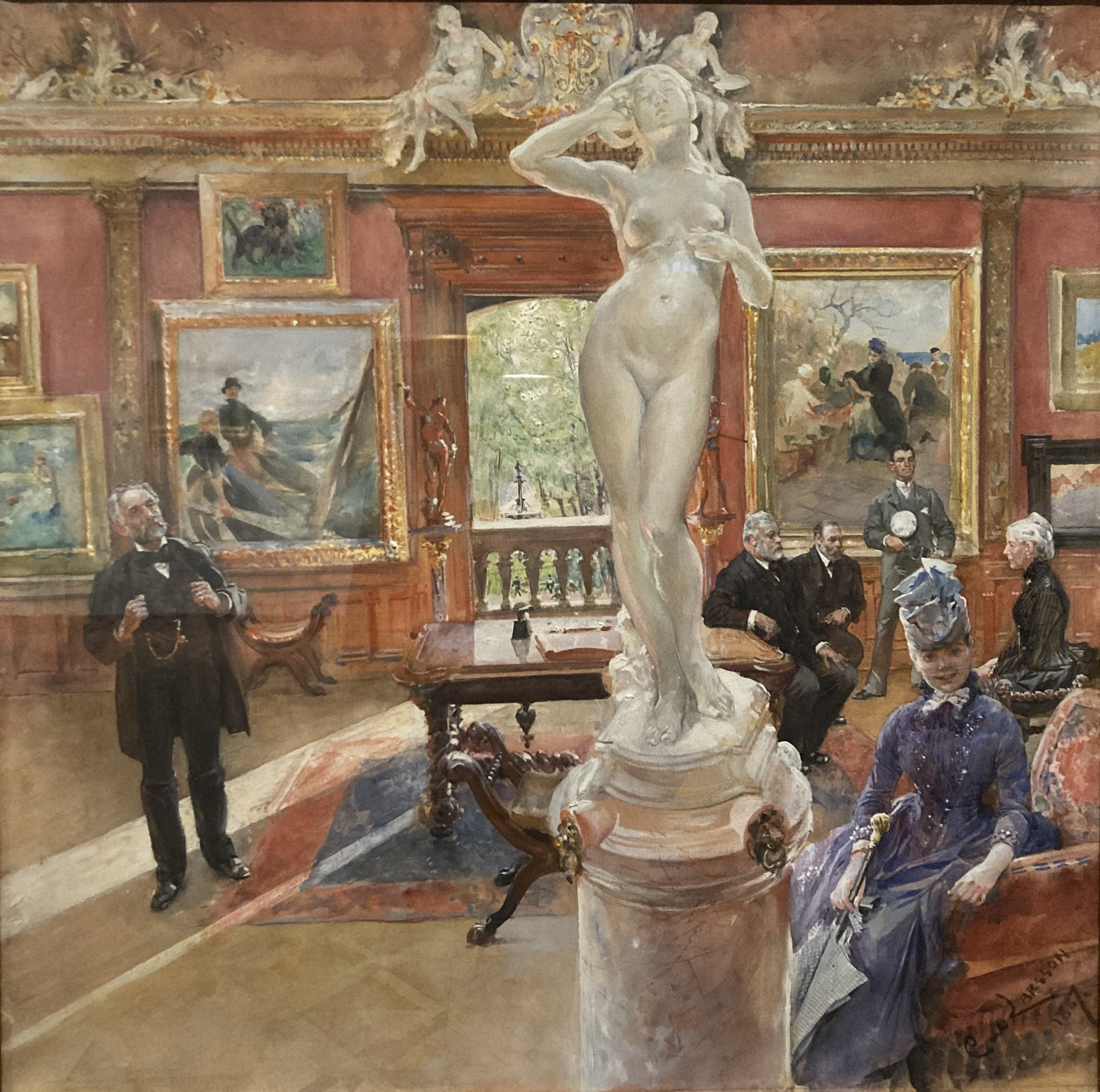
Interiör från Fürstenbergska galleriet, akvarellmålning av Carl Larsson från 1887. Privat ägo.